# Oabius dissimulans
Oabius dissimulans är en mångfotingart som beskrevs av Chamberlin 1916. Oabius dissimulans ingår i släktet Oabius och familjen stenkrypare. Inga underarter finns listade i Catalogue of Life.